# شترلنغ

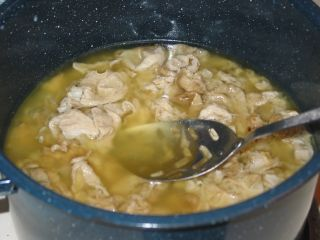
الشَّترلِنغ في مرق

الشَّترلِنغ هي الأمعاء الدقيقة للحيوانات الأليفة. عادة ما تكون من الخنزير. يمكن أيضًا حشوها بلحم مفروم لصنع النقانق .  تستخدم أمعاء الحيوانات الأخرى ، مثل لحم البقر والضأن والماعز أيضًا في صنع الشترلنغ.
- هاجيس
- باجة